# Kendra Kobelka
Kendra Kobelka (1º maggio 1967) è un'ex sciatrice alpina canadese.

## Biografia
La Kobelka, specialista delle prove veloci originaria di Revelstoke, in Coppa del Mondo ottenne il primo piazzamento il 15 dicembre 1988 ad Altenmarkt-Zauchensee in discesa libera (9ª), conquistò il miglior risultato il 25 febbraio 1989 a Steamboat Springs in supergigante (7ª) e ottenne l'ultimo piazzamento il 15 marzo 1992 a Panorama nella medesima specialità (24ª), ultimo risultato della sua carriera agonistica. Non prese parte a rassegne olimpiche o iridate.

## Palmarès

### Coppa del Mondo
- Miglior piazzamento il classifica generale: 47ª nel 1989

### Nor-Am Cup
- Vincitrice della classifica di discesa libera nel 1988 e nel 1992
- Vincitrice della classifica di supergigante nel 1988[senza fonte]

### Campionati canadesi
- 1 medaglia (dati parziali):
  -  1 oro (supergigante nel 1989)[senza fonte]